# K.K. Partizan 2004-2005
Questa pagina raccoglie le informazioni riguardanti il Košarkaški klub Partizan nelle competizioni ufficiali della stagione 2004-2005.

## Roster
| N° | Naz.                           | Ruolo | Sportivo            |  | Alt. |  |
| -- | ------------------------------ | ----- | ------------------- |  | ---- |  |
|    | Serbia e Montenegro (bandiera) | G     | Uroš Tripković      |  | 197  |  |
|    | Serbia e Montenegro (bandiera) | A     | Luka Bogdanović     |  | 204  |  |
|    | Serbia e Montenegro (bandiera) | G     | Petar Božić         |  | 197  |  |
|    | Serbia e Montenegro (bandiera) | C     | Kosta Perović       |  | 218  |  |
|    | Serbia e Montenegro (bandiera) | A     | Predrag Šuput       |  | 204  |  |
|    | Serbia e Montenegro (bandiera) | AC    | Slobodan Božović    |  | 207  |  |
|    | Serbia e Montenegro (bandiera) |       | Miloš Marković      |  |      |  |
|    | Macedonia del Nord (bandiera)  | C     | Predrag Samardžiski |  | 216  |  |
|    | Serbia e Montenegro (bandiera) | AC    | Dejan Milojević     |  | 201  |  |
|    | Serbia e Montenegro (bandiera) | P     | Vule Avdalović      |  | 194  |  |
|    | Turchia (bandiera)             | C     | Semih Erden         |  | 213  |  |
|    | Serbia e Montenegro (bandiera) | P     | Boris Bakić         |  | 193  |  |
|    | Stati Uniti (bandiera)         | P     | Blake Stepp         |  | 192  |  |
|    | Serbia e Montenegro (bandiera) | C     | Dejan Borovnjak     |  | 209  |  |
|    | Serbia e Montenegro (bandiera) | AG    | Novica Veličković   |  | 204  |  |
|    | Serbia e Montenegro (bandiera) | AP    | Goran Savanović     |  | 198  |  |
|    | Serbia e Montenegro (bandiera) | A     | Milan Gurović       |  | 204  |  |
|    | Serbia e Montenegro (bandiera) | All.  | Duško Vujošević     |  |      |  |